# ماتي باتيلاينن
ماتي باتيلاينن (بالفنلندية: Matti Paatelainen)‏ هو لاعب كرة قدم ومدرب كرة قدم فنلندي في مركز الهجوم، ولد في 17 يونيو 1944 في آنيكوسكي في فنلندا. شارك مع منتخب فنلندا لكرة القدم. أما مع النوادي، فقد لعب مع اتش آي اف كي وهكا.

## وصلات خارجية
- ماتي باتيلاينن على موقع الاتحاد الدولي (مؤرشف)  (الإنجليزية)
- ماتي باتيلاينن على موقع الاتحاد الأوربي (الإنجليزية)
- ماتي باتيلاينن على موقع قاعدة بيانات كرة القدم.إي يو (الإنجليزية)
- ماتي باتيلاينن على موقع ناشيونال فوتبول تيمز (الإنجليزية)
- ماتي باتيلاينن على موقع عالم كرة القدم.نت (الإنجليزية)